# Rahden

Rahden est une ville de Rhénanie-du-Nord-Westphalie (Allemagne), située dans l'arrondissement de Minden-Lübbecke, dans le district de Detmold, dans le Landschaftsverband de Westphalie-Lippe.

## Histoire
| Appartenances historiques Principauté épiscopale de Minden 1180-1648 Royaume de Prusse (Principauté de Minden) 1648-1807 Royaume de Westphalie 1807-1811 Empire français (Ems-Supérieur) 1811-1814 Royaume de Prusse (Province de Westphalie) 1815-1918 République de Weimar 1918-1933 Reich allemand 1933-1945 Allemagne occupée 1945-1949 Allemagne 1949-présent |